# Liste musikalischer Symbole
Diese Liste soll eine Übersicht über die heute gebräuchlichen Symbole in der Musik bieten.

## Notensystem
|  | Notensystem Grundlegendes System, bestehend aus fünf Notenlinien, in dem die Noten eingetragen werden.                     |
|  | |
|  | Hilfslinien Kurze Zusatzlinien, die verwendet werden, wenn eine Note außerhalb der Notenlinien liegt.                      |
|  | |
|  | Taktstrich Der Taktstrich trennt zwei aufeinanderfolgende Takte.                                                           |
|  | |
|  | Doppelstrich Der Doppelstrich trennt zwei aufeinanderfolgende Abschnitte eines Stücks.                                     |
|  | |
|  | |
|  | Schlussstrich Der Schlussstrich markiert das Ende eines Stücks.                                                            |
|  | |
|  | Gestrichelter Taktstrich Der gestrichelte Taktstrich wird verwendet, um lange Takte in logische Abschnitte zu unterteilen. |

## Schlüssel
|  | Violinschlüssel (G-Schlüssel) Der Mittelpunkt der Spirale markiert die Linie, der der Ton G über dem mittleren C zugeordnet ist. Normalerweise ist dies die zweite Linie von unten. Das mittlere C kommt in diesem Fall auf der ersten Hilfslinie unter dem System zu liegen.                                                                                       |
|  | Altschlüssel (Bratschen- oder C-Schlüssel) Der Mittelpunkt des Schlüssels markiert die Linie, der das mittlere C zugeordnet ist. Beim Altschlüssel ist dies die mittlere Linie. Dieser Schlüssel wird für die Viola verwendet. |
|  | Bassschlüssel (F-Schlüssel) Die Punkte rechts von der Schleife markieren die Linie, der der Ton F unter dem mittleren C zugeordnet ist. Beim Bassschlüssel ist dies die vierte Linie von unten. Das mittlere C kommt in diesem Fall auf der ersten Hilfslinie über dem System zu liegen.                                                                            |
|  | Neutraler Schlüssel Neutrale Schlüssel werden für Instrumente ohne definierte Tonhöhe (Perkussion) verwendet, wobei jede Linie und jeder Zwischenraum einem Instrument zugeordnet ist. Wenn nur eine Stimme notiert werden soll, wird oft auch nur eine einzelne Linie verwendet, auf der dann die Noten geschrieben sind.                                          |
|  | Oktavierende Schlüssel Eine unter oder über dem Notenschlüssel geschriebene 8 gibt eine Oktavierung in die jeweilige Richtung an. Bisweilen findet man anstelle der 8 auch eine 15 (seltener eine 16), die das Versetzen um zwei Oktaven anzeigt. Selten wird eine Verschiebung um eine Oktave nach oben durch zwei Schlüssel anstelle eines Schlüssels bezeichnet. |
|  | |
|  | |
|  | |
|  | |
|  | Tabulatur Diese Notation wird häufig bei Zupfinstrumenten verwendet, wobei die Notenlinien hier für die einzelnen Saiten stehen und mit Zahlen auf den Linien notiert wird, bei welchem Bund die Saite zu greifen ist. |
|  | Geschweifte Klammer (Akkolade) Verbindet zwei oder mehr Stimmen, die gleichzeitig gespielt werden (z. B. rechte und linke Hand beim Klavier, Orchester etc.) |

## Notenwerte und Pausen
|  |  | Doppelte Note / Pause |
|  |  | Ganze Note / Pause |
|  |  | Halbe Note / Pause |
|  |  | Viertelnote / Viertelpause |
|  |  | Achtelnote / Achtelpause |
|  |  | Sechzehntelnote / Sechzehntelpause |
|  |  | Zweiunddreißigstelnote / Zweiunddreißigstelpause |
|  |  | Vierundsechzigstelnote / Vierundsechzigstelpause |
|  |  | Hundertachtundzwanzigstelnote / Hundertachtundzwanzigstelpause |
|  |  | Zweihundertsechsundfünfzigstelnote / Zweihundertsechsundfünfzigstelpause |
|  |  | Pause über mehrere Takte Wird in mehreren aufeinanderfolgenden Takten pausiert, kann dies durch einen dicken waagerechten Strich angezeigt werden, über dem die Anzahl der Takte vermerkt wird. |
|  |  | Punktierte Note Ein rechts neben der Note platzierter Punkt verlängert diese um die Hälfte ihres Wertes. Eine punktierte Viertelnote beispielsweise hat damit eine Dauer von drei Achtelnoten. Stehen zwei Punkte neben einer Note, wird diese um drei Viertel (also um die Hälfte und zusätzlich noch einmal um ein Viertel) ihres Wertes verlängert, drei Punkte verlängern um 7/8 (die Hälfte und ein Viertel und ein Achtel des Notenwertes), vier Punkte – nur sehr selten verwendet – entsprechend um 15/16. Pausen können in gleicher Weise punktiert werden. |
|  |  | Balken Balken zwischen den Notenhälsen von Achteln oder Noten mit geringerem Wert werden äquivalent zu den Fähnchen eingesetzt. Diese Art der Zusammenfassung dient der optischen Gliederung der Noten. Selten werden in moderner Notation Balken statt der Fähnchen an einzelnen Noten verwendet. |
|  |  | Ghost Notes Eine Note mit einem rhythmischen Wert, allerdings keiner erkennbaren Tonhöhe. Hauptsächlich bei Rhythmus-Instrumenten (Schlagzeug, Perkussion) zu finden. |

## Änderung der Tonhöhe

### Versetzungszeichen
|  | Kreuz (Erhöhungszeichen) Erhöht die Note um einen chromatischen Halbtonschritt. Auf der Klaviatur wird eine Taste nach rechts gerückt. Aus C wird Cis, aus D → Dis, E → E-is, F → Fis, G → Gis, A → A-is, H → His.                                                 |
|  | B (Erniedrigungszeichen) Erniedrigt die Note um einen chromatischen Halbtonschritt. Auf der Klaviatur wird eine Taste nach links gerückt. Aus C wird Ces, aus D → Des, E → Es, F → Fes, G → Ges, A → As, H → B.                                                    |
|  | Doppelkreuz (Doppelte Erhöhung) Erhöht die Note um zwei chromatische Halbtonschritte. Auf der Klaviatur wird zwei Tasten nach rechts gerückt. Dem Notennamen wird „-isis“ angehängt. Statt der Taste C müsste dann D angeschlagen werden; namentlich aber „Cisis“. |
|  | Doppel-b (Doppelte Erniedrigung) Erniedrigt die Note um zwei chromatische Halbtonschritte. Auf der Klaviatur wird zwei Tasten nach links gerückt. Dem Notennamen wird „-eses“ angehängt.                                                                           |
|  | Auflösungszeichen Löst für diese Note und die in gleicher Höhe im selben Takt folgenden das vorhergehende Vor- bzw. Versetzungszeichen auf. |

### Vorzeichen
Jede Tonart hat eine bestimmte Anzahl von Vorzeichen. Sie werden hinter den Schlüssel gesetzt und gelten für alle Töne des bestehenden Liniensystems (solange keine anderen Vor- oder Versetzungszeichen notiert werden).
|  | Erhöhungs-Vorzeichen (Hier am Bsp. Cis-Dur und ais-Moll) Diese Kreuze werden im Quintenabstand aufwärts notiert (Fis–Cis–Gis usw.), d. h. nach der Reihenfolge ihres Auftretens im Uhrzeigersinn des Quintenzirkels.   |
|  | Erniedrigungs-Vorzeichen (Hier am Bsp. Ces-Dur und as-Moll) Diese b's werden im Quintenabstand abwärts notiert (B–Es–As usw.), d. h. nach der Reihenfolge ihres Auftretens gegen den Uhrzeigersinn des Quintenzirkels. |

### Oktavierung
|  | Oktava Ein oberhalb der zu spielenden Passage platziertes 8va-Zeichen (=ottava alta) zeigt dem Spieler, dass diese eine Oktave höher gespielt werden soll. Ein unterhalb der zu spielenden Passage platziertes 8va-Zeichen, alternativ in der modernen Musik auch ein 8vb (=ottava bassa), zeigt dem Spieler, dass diese eine Oktave tiefer gespielt werden soll.                        |
|  | |
|  | Quindicesima Ein oberhalb der zu spielenden Passage platziertes 15ma-Zeichen (=quindicesima alta) zeigt dem Spieler, dass diese zwei Oktaven höher gespielt werden soll. Ein unterhalb der zu spielenden Passage platziertes 15ma-Zeichen, alternativ in der modernen Musik auch ein 15mb (=quindicesima bassa), zeigt dem Spieler, dass diese zwei Oktaven tiefer gespielt werden soll. |
|  | |

## Takt- und Metronomangaben
Die Taktangabe gibt an, wie viele Notenwerte in einem Takt zusammengefasst werden.
|  | Spezifische Taktvorschrift Die untere Zahl gibt den Wert des Grundschlages als entsprechenden Notenwert an, die obere die Anzahl der Grundschläge. In nebenstehendem Beispiel nimmt jeder Takt Noten und/oder Pausen im Gesamtwert von drei Viertelnoten ein. |
|  | Spezielle Taktvorschrift Diese alternative spezielle Taktvorschrift repräsentiert das 4⁄4-Taktmaß. |
|  | Alla breve Diese spezielle Taktvorschrift repräsentiert das 2⁄2-Taktmaß. |

Mit der Angabe der Metronomschlagzahl am Anfang des Stückes kann die Geschwindigkeit des Musikstücks genau festgelegt werden.
|  | Metronomangabe Anzahl der Noten pro Minute, hier: 120 Viertelnoten pro Minute. |

## Lautstärke
Zur Angabe der Lautstärke werden überwiegend Abkürzungen verwendet:
|  | pianopianissimo, auch pianissimo possibile extrem leise                                                         |
|  | pianissimo sehr leise                                                                                           |
|  | piano leise |
|  | mezzopiano halbleise                                                                                            |
|  | mezzoforte halblaut                                                                                             |
|  | forte laut |
|  | fortissimo sehr laut                                                                                            |
|  | fortefortissimo extrem laut                                                                                     |
|  | sforzando/sforzato akzentuiert laute Note oder Akkord                                                           |
|  | fortepiano schneller Wechsel von laut nach leise                                                                |
|  | crescendo lauter werden                                                                                         |
|  | decrescendo (oder diminuendo) leiser werden                                                                     |
|  | Akzent Töne mit Akzent werden wesentlich lauter gespielt als andere Töne (schlagartige Erhöhung der Lautstärke) |

## Artikulation
|  | Arpeggio Dieses Zeichen zeigt an, dass die Töne des nachfolgenden Akkords nicht gleichzeitig, sondern kurz nacheinander angespielt werden. Mit einem kleinen Pfeil am Ende der Wellenlinie kann angedeutet werden, ob das Arpeggio von unten (Standardfall) oder von oben zu spielen ist. |
|  | Staccato Kurzes „Abstoßen“ der Töne. Töne verstummen schon während der notierten Dauer (üblicherweise auf der Hälfte). Rest der Dauer ist stumm. Zur Darstellung eines Portato wurde früher der Staccato-Punkt mit einem Legato-Bogen kombiniert. |
|  | Staccatissimo Scharfes Abstoßen der Töne. Siehe Staccato nur noch kürzere Klingdauer. Unter Umständen kann dies auch die kürzeste nur realisierbare Klingdauer meinen, da -issimo eigentlich so ... wie möglich bedeutet. |
|  | Portato oder Tenuto heißt 'gehalten', meint aber nicht legato (fließend gebunden), sondern dass die Intensität für die notierte Dauer statisch gehalten werden soll. Der Portato-Strich kann daher auch mit einem staccato-Punkt kombiniert (staccato-tenuto) werden und meint dann ein vor der notierten Dauer abruptes Abreißen der Lautstärke, bzw. kurze, aber für ihre Dauer statisch gehaltene Klingdauern. |
|  | Fermate Verlängerung des Tons oder der Pause über die notierte Dauer hinaus. Neben dieser Bedeutung für die Artikulation wird die Fermate auch für die Markierung eines Endes (fine) verwendet, etwa in Kanons oder bei Stücken mit Wiederholung vom Anfang. |
|  | Legato-Bogen Zeigt ein Binden der Töne, das Legato an, wird dann auch als Bindebogen bezeichnet. Der Bogen kann außerdem musikalische Phrasen anzeigen, wird dann Phrasierungsbogen genannt, oder bei Vokalmusik ein Melisma und ist dann ein Textierungsbogen. |
|  | Haltebogen Zeigt einen durchgehenden Ton an, der durch mehrere gleich hohe Noten dargestellt wird (z. B. über Taktgrenzen hinweg). |
|  | Akzent Bei längeren Tönen kann der Akzent bedeuten, dass nur der Beginn des Tons plötzlich laut gespielt wird. In diesem Fall handelt es sich um eine Anweisung zur Artikulation des Tons. |

## Musikalischer Ablauf
|  | Wiederholungszeichen Es hat die Form eines Schlussstrichs mit zwei Punkten auf derjenigen Seite, in deren Richtung die Wiederholung von einem oder mehreren Takten verlangt wird. Am Beginn eines Musikstücks wird kein Wiederholungszeichen notiert; die Wiederholung erfolgt also bei fehlendem linken (öffnenden) Wiederholungszeichen vom Anfang an.                                                                       |
|  | Voltenklammern (auch: Klammer, Haus) werden eingesetzt, wenn ein Takt oder mehrere am Ende des Wiederholungsteils nach erfolgter Wiederholung übersprungen bzw. durch einen abweichenden Takt ersetzt werden sollen. Somit ergibt sich für die folgende Notation ein klarer Ablauf. |
|  | Da capo („Vom Kopf“) Anweisung, das Musikstück vom Beginn an zu wiederholen. Oft gefolgt von der italienischen Anweisung al fine („bis zum Ende“, „bis zum Schluss“), wobei das Ende durch das Wort fine (in der Barockmusik auch durch eine Fermate) markiert wird, oder von al coda („bis zur Coda“), was bedeutet, zum Coda-Zeichen vorzuspringen und ab dort den Schluss des Musikstücks zu spielen.                       |
|  | Dal Segno („Vom Zeichen“) Anweisung, das Musikstück ab der durch das Segno bezeichneten Stelle zu wiederholen. Kann wie Da capo mit den Anweisungen al fine bzw. al coda kombiniert werden. |
|  | Segno Sprungmarke für die Anweisung dal segno. |
|  | Kopf oder Kreuzkopf Markiert den Beginn des Schlussteils eines Musikstücks, der Coda, zu dem durch die Anweisungen D.S. al coda (Dal segno al coda) bzw. D.C. al coda (Da capo al coda) gesprungen wird. Üblich ist auch die Notierung mit zwei Köpfen, wobei in der Wiederholung beim Erreichen des ersten Kopfes direkt zum zweiten gesprungen wird, meist in Verbindung mit der Anweisung D.C. al 𝄌 – 𝄌 bzw. D.S. al 𝄌 – 𝄌. |

## Abbreviaturen
|  | Simile („ähnlich“), auch „Faulenzer“ Bezeichnet, dass die vorangehende Notengruppe bzw. der vorangehende Takt identisch zu wiederholen ist. Wird das Zeichen zwischen zwei Taktstrichen geschrieben, bedeutet es die Wiederholung eines ganzen Taktes, steht es über einem Taktstrich, so bedeutet es die Wiederholung einer Gruppe von zwei Takten. |
|  | Tremolo Die geschriebene Note bezeichnet die Gesamtdauer der Tonwiederholungen, die Anzahl der darübergesetzten Striche die Unterteilung z. B. als Achtel, Sechzehntel oder Zweiunddreißigstel. Wenn unterschiedliche Tonhöhen notiert sind, ist das Tremolo zwischen diesen in schnellem Wechsel auszuführen.                                       |

## Spielanweisungen bei bestimmten Instrumenten

### Zupfinstrumente
Bei Angaben zur Anschlagshand werden bei der Klassischen Gitarre in modernen Notenausgaben die spanischen Bezeichnungen der Finger verwendet.
| Symbol     | Spanisch | Latein   | Deutsch        |
| ---------- | -------- | -------- | -------------- |
| p          | pulgar   | pollex   | Daumen         |
| i          | índice   | index    | Zeigefinger    |
| m          | medio    | media    | Mittelfinger   |
| a          | anular   | anularis | Ringfinger     |
| c, x, e, q | meñique  | minimus  | Kleiner Finger |

### Tasteninstrumente
| 1 | Daumen         |
| 2 | Zeigefinger    |
| 3 | Mittelfinger   |
| 4 | Ringfinger     |
| 5 | Kleiner Finger |

|             | linke Hand           | rechte Hand        |
| ----------- | -------------------- | ------------------ |
| Deutsch     | l.H. (linke Hand)    | r.H. (rechte Hand) |
| Englisch    | l.h. (left hand)     | r.h. (right hand)  |
| Französisch | m.g. (main gauche)   | m.d. (main droite) |
| Italienisch | m.s. (mano sinistra) | m.d. (mano destra) |

### Pedalgebrauch
Der Gebrauch des Fortepedals bei Musikinstrumenten wie dem Klavier oder dem Vibraphon wird durch verschiedene Zeichen kenntlich gemacht.
|  | Pedal drücken Hinweis für den Spieler, das Fortepedal herunterzudrücken. |
|  | |
|  | Pedal loslassen Hinweis für den Spieler, das Fortepedal zu lösen. |
|  | |
|  | Durchgängiger Pedalgebrauch Genauere Darstellung des Gebrauchs des Fortepedals. Die untere Linie kennzeichnet den Zeitraum, in dem das Pedal gedrückt gehalten wird. Das umgedrehte «V» (Λ) gibt an, dass hier das Pedal kurz angehoben und sofort wieder herunter gedrückt wird. |

### Streichinstrumente
Bei den Streichinstrumenten, die auf der Schulter aufgelegt gespielt werden (Violine und Viola), wird erst ab dem Zeigefinger gezählt, da der Daumen in der Regel nicht verwendet wird. 
| 0 | Offene Saite (kein Finger verwendet) |
| 1 | Zeigefinger                          |
| 2 | Mittelfinger                         |
| 3 | Ringfinger                           |
| 4 | Kleiner Finger                       |

Anders ist es beim Violoncello und dem Kontrabass. Hier wird sehr wohl und auch häufig mit dem Daumen gespielt. Ansonsten bleibt die Bezeichnung der Finger, wie auf Violine und Viola.
| 0 | Offene Saite (kein Finger verwendet) |
| Ϙ | Daumen                               |
| 1 | Zeigefinger                          |
| 2 | Mittelfinger                         |
| 3 | Ringfinger                           |
| 4 | Kleiner Finger                       |